# Делятинська селищна рада
Деля́тинська се́лищна ра́да — орган місцевого самоврядування в Надвірнянському районі Івано-Франківської області. Адміністративний центр — селище Делятин.

## Історія
17 січня 1940 року містечко Делятин увійшло до новоствореного Делятинського району й утворена Делятинська селищна рада. 13 листопада того ж року у зв’язку з ліквідацію Делятинського району Делятинська селищна рада приєднана до Яремчанського району.
17 серпня 2017 року була утворена Делятинська селищна громада шляхом об'єднання Делятинської селищної ради та Зарічанської, Чорноославської та Чорнопотоківської сільських рад.

## Загальні відомості
- Територія ради: 10,284 км² (станом на 2015 рік)[1]
- Населення ради: 8412 осіб (станом на 2015 рік)[1]
- Територією ради протікають річки Прут, Любіжня (станом на 2016 рік)

## Населені пункти
Селищній раді підпорядковані населені пункти:
- селище Делятин
- c. Білі Ослави
- c. Заріччя
- c. Чорний Потік
- c. Чорні Ослави

## Склад ради
Рада складається з 26 депутатів та голови.
- Голова ради: Клим’юк Богдан Богданович
- Секретар ради: Вацик Галина Богданівна

### Керівний склад попередніх скликань
| Прізвище, ім'я, по батькові | Основні відомості                                                                         | Дата обрання | Дата звільнення |
| --------------------------- | ----------------------------------------------------------------------------------------- | ------------ | --------------- |
| Касіянчук Василь Михайлович | Селищний голова, 1961 року народження, член Всеукраїнського об'єднання «Батьківщина»      | 26.03.2006   | 31.10.2010      |
| Косило Михайло Михайлович   | Селищний голова, 1975 року народження, освіта вища, член політичної партії «Наша Україна» | 31.10.2010   |                 |

Примітка: таблиця складена за даними сайту Верховної Ради України

### Депутати VI скликання
За результатами місцевих виборів 2010 року депутатами ради стали:

#### За суб'єктами висування
| Суб'єкт висування               | Кількість обраних депутатів | %   |
| ------------------------------- | --------------------------- | --- |
| Самовисування                   | 24                          | 80  |
| Народна партія                  | 3                           | 10  |
| Політична партія «Наша Україна» | 2                           | 6,7 |
| Партія регіонів                 | 1                           | 3,3 |

#### За округами
| № округу                        | Прізвище, ім'я, по батькові      | Дата визнання обраним | Освіта             | Партійна приналежність                | Відомості про обраного депутата                                                  |
| ------------------------------- | -------------------------------- | --------------------- | ------------------ | ------------------------------------- | -------------------------------------------------------------------------------- |
| Народна Партія                  |                                  |                       |                    |                                       |                                                                                  |
| 10                              | Дувірак Василь Володимирович     | 02.11.2010            | вища               | позапартійний                         | Делятинський лісгосп, інженер                                                    |
| 15                              | Брайляк Дмитро Ярославович       | 02.11.2010            | вища               | позапартійний                         | Ворохтянський лісгосп, юрисконсульт                                              |
| 18                              | Вольвин Богдан Дмитрович         | 02.11.2010            | середня            | позапартійний                         | Делятинський держлізгосп, майстер лісу                                           |
| Партія регіонів                 |                                  |                       |                    |                                       |                                                                                  |
| 12                              | Вольвин Василь Васильович        | 02.11.2010            | середня спеціальна | позапартійний                         | магазин"Світ комп'ютерів", системний адміністратор                               |
| Політична партія «Наша Україна» |                                  |                       |                    |                                       |                                                                                  |
| 16                              | Вольвин Богдан Михайлович        | 02.11.2010            | середня            | член Політичної партії «Наша Україна» | пенсіонер                                                                        |
| 19                              | Грещук Володимир Васильович      | 02.11.2010            | середня            | позапартійний                         | тимчасово не працює                                                              |
| Самовисування                   |                                  |                       |                    |                                       |                                                                                  |
| 1                               | Юсько Ольга Михайлівна           | 27.03.2011            | вища               | позапартійна                          | Делятинський НВК, вчитель                                                        |
| 2                               | Матіюк Василь Іванович           | 02.11.2010            | середня            | позапартійний                         | приватний підприємець                                                            |
| 3                               | Гадзіковська Алла Михайлівна     | 02.11.2010            | вища               | позапартійна                          | ДСШ № 1 смт. Делятин, вчитель фізичного виховання                                |
| 4                               | Гадзіковський Андрій Леонідович  | 02.11.2010            | вища               | позапартійний                         | приватний підприємець                                                            |
| 5                               | Волярчук Михайло Васильович      | 02.11.2010            | середня            | позапартійний                         | Делятинська селищна рада, сторож                                                 |
| 6                               | Штим'як Микола Михайлович        | 14.11.2010            | вища               | позапартійний                         | церква смт Делятин, дяк, регент, катихит                                         |
| 7                               | Меланюк Андрій Юрійович          | 02.11.2010            | вища               | позапартійний                         | ТзОВ Аптека№ 55, директор                                                        |
| 8                               | Здреник Роман Петрович           | 02.11.2010            | вища               | позапартійний                         | Делятинський держлізгосп, начальник відділу                                      |
| 9                               | Парамонова Наталія Дмитрівна     | 02.11.2010            | середня спеціальна | позапартійна                          | Делятинська міська лікарня, зав. медико-соц. відділом                            |
| 11                              | Кіщук Святослав Сергійович       | 02.11.2010            | середня            | позапартійний                         | ВНЗ, студент                                                                     |
| 13                              | Гладиш Михайло Михайлович        | 02.11.2010            | вища               | позапартійний                         | Делятинський гарнізон, священик-капелан                                          |
| 14                              | Гуменюк Руслана Василівна        | 14.11.2010            | середня спеціальна | позапартійна                          | приватний підприємець                                                            |
| 17                              | Кухтарук Віра Дмитрівна          | 02.11.2010            | вища               | позапартійна                          | Делятинський навчально-виховний комбінат, вчитель української мови та літератури |
| 20                              | Масевич Іван Петрович            | 02.11.2010            | вища               | позапартійний                         | НГВУ «Надвірнанафтогаз», заст.гол бухгалтера                                     |
| 21                              | Копчук Оксана Олексіївна         | 02.11.2010            | вища               | позапартійна                          | Делятинська ЗОШ I-III-ст, педагог-організатор                                    |
| 22                              | Станіщук Роман Вавильович        | 02.11.2010            | вища               | позапартійний                         | Делятинська міська поліклініка, зубний технік                                    |
| 23                              | Матіюк Володимир Михайлович      | 02.11.2010            | середня            | позапартійний                         | тимчасово не працює                                                              |
| 24                              | Юзьків Петро Васильович          | 02.11.2010            | вища               | позапартійний                         | Делятинський психоневрологічний інтернат, заст. директора                        |
| 25                              | Мисюк Юлія Іванівна              | 02.11.2010            | вища               | позапартійна                          | приватно охоронна фірма, юрист                                                   |
| 26                              | Яворський Василь Михайлович      | 02.11.2010            | середня            | позапартійний                         | ЗСУ ВОХОР в/ч А-1807 , начальник групи                                           |
| 27                              | Павельчак Марія Юріївна          | 02.11.2010            | середня спеціальна | позапартійна                          | магазин «Шанс», продавець                                                        |
| 28                              | Гуцуляк Шеверак Галина Дмитрівна | 02.11.2010            | вища               | позапартійна                          | приватний підприємець                                                            |
| 29                              | Старунчак Марія Іванівна         | 02.11.2010            | вища               | позапартійна                          | Делятинська селищна рада, секретар                                               |
| 30                              | Дутчак Любомир Петрович          | 02.11.2010            | середня спеціальна | позапартійний                         | пенсіонер                                                                        |

### Депутатські комісії
| Комісія з питань бюджету, соціально-економічного розвитку |          |                          |
| Гадзіковська Алла Михайлівна                              | в/о № 3  | Голова комісії           |
| Грещук Володимир Васильович                               | в/о № 19 | Заступник голови комісії |
| Меланюк Андрій Юрійович                                   | в/о № 7  | Секретар комісії         |
| Масевич Іван Петрович                                     | в/о № 20 | Член комісії             |